# 앰비규어스댄스컴퍼니
앰비규어스댄스컴퍼니는 대한민국의 현대무용 단체이다.

## 개요
- 앰비규어스댄스컴퍼니는 대한민국의 현대무용 단체이다.
- 대표: 공동대표 장경민 및 김보람 2인[1]
- 현재 참여 무용수: 공지수, 권령은, 김덕용, 박선화, 서보권, 윤초영, 이혜상, 임소정, 한규은, 홍지현
- 단체 활동 시작: 2007년

## SNS
- 유튜브
- 페이스북
- 인스타그램

## 새해 인사
- 2022년
- 2021년

## 공연

### 공연 예정
- 2022.02.18 (금) - 2022.02.20 (일)  "홀라당" - 서울 예술의 전당[2]

### 공연 실적
- 2021.12.17 (금) - 2021.12.19 (일) "바디 콘서트" (Body Concert) - 아르코 예술극장 대극장[3]
- 2021.07.09 (금) - 2021.07.10 (토) "언더더쇼" (Under the show) - 광명 시민회관 대공연장

## 사람

### 장경민
- 앰비규어스댄스컴퍼니 공동 대표
- 서울예술대학교 무용과 졸업

### 김보람
- 앰비규어스댄스컴퍼니 공동 대표, 예술 감독
- 2021.11.15 중앙 Sunday, 완도 소년 김보람, 엄정화 백댄서 거쳐 최고 현대무용가 되기까지
- 2020.09.16 국립 현대 무용단 - 춤추는 강의실, 앰비규어스 댄스컴퍼니 안무가 김보람 & 뇌 과학자 김대식 '현대무용 창작자 특강'
- 2015.09.30 여수 MBC - 브라보 멋진 인생
- 서울예술대학교 무용과 졸업
- 1983년 생

## 협업
- 2021.06.28 콜드플레이 "하이어파워" 뮤직 비디오 (Coldplay "Higher Power" Official Video - 한글 가사 CC[4]
- 2021.06.25 콜드플레이 "하이어파워" 댄스 비디오 (Coldplay "Higher Power" Official Dance Video
- 2021.06.09 콜드플레이 "하이어파워" 뮤직 비디오 (Coldplay "Higher Power" Official Video
- 2021.03.15 "이날치* 앰비규어스댄스컴퍼니" 후쿠시마 오염수 (Feat. 그린피스)
- 2021.03.15 "이날치* 앰비규어스댄스컴퍼니" 후쿠시마 오염수 (Feat. 그린피스) - 제작
- 2021.03.12 앰비규어스댄스컴퍼니 인터뷰 - ESQUIRE KOREA
- 2020.12.18 온스테이지 - 이날치 "신의 고향"
- 2019.09.19 온스테이지 - 이날치 "범 내려온다"

## 상업 광고 제작
- 2021.12.03 BMW, I THE ULTIMATE WITH AMBIGUOUS DANCE COMPANY - 브이로그
- 2021.11.11 BMW, I THE ULTIMATE WITH AMBIGUOUS DANCE COMPANY
- 2021.06.01 KCC 페인트, 새로운 모델 앰비규어스댄스컴퍼니 - 인터뷰
- 2021.05.28 구찌, Hello Gucci x Ambiguous Dance Company (Full ver.)
- 2021.04.30 KCC 페인트, 빛 바래고 칙칙한 건 못 참는 컬러 레인저스 출동!
- 2021.03.21 한국관광공사, Feel the Rhythm of KOREA: 인천 - INCHEON
- 2021.02.22 AI 홈런 - 응원 메시지
- 2021.02.09 AI 홈런, 학습의 클래스가 다른 초개인화 러닝의 시작 !
- 2021.01.12 노블레스 티비 (Noblesse TV) - 02. 앰비규어스댄스컴퍼니가 국민체조로 벌인 기이한 춤판
- 2020.12.29 한국관광공사, Feel the Rhythm of KOREA - 제작 (Making Film)
- 2020.12.22 설화수 (Sulwhasoo)
- 2020.12.01 현대백화점 압구정 본점 - The House H
- 2020.11.20 코스모폴리탄 (COSMOPOLITAN Korea) 앰비규어스댄스컴퍼니(AMDACO)가 선글라스를 벗으면 생기는 일
- 2020.11.17 KT 5G로 더 새로워진 iPhone 12 Pro
- 2020.10.30 다시곰 (DarcyGom) Ambiguous Jungle[5]
- 2020.10.29 KT 5G iPhone12가 5G를 달고 이 땅에 당도 허는디
- 2020.10.29 노블레스 티비 (Noblesse TV) - 01. 청담동
- 2020.10.13 한국관광공사, Feel the Rhythm of KOREA: 안동 - ANDONG
- 2020.10.13 한국관광공사, Feel the Rhythm of KOREA: 목포 - MOKPO
- 2020.10.13 한국관광공사, Feel the Rhythm of KOREA: 강릉 - GANGNEUNG
- 2020.10.07 피자 알볼로 (Pizza Alvolo) - 제작
- 2020.07.30 한국관광공사, Feel the Rhythm of KOREA: 서울 - SEOUL
- 2020.07.30 한국관광공사, Feel the Rhythm of KOREA: 부산 - BUSAN
- 2020.07.30 한국관광공사, Feel the Rhythm of KOREA: 전주 - JEONJU
- 2020.06.11 피자 알볼로 (Pizza Alvolo)

## 언론 보도
- 2022.01.28 서울경제 - 춤 기인(奇人)들이 ‘함께’ 꾸미는 독특한 춤판
- 2022.01.26 뉴스토마토 - 앰비규어스댄스컴퍼니, 일반인과 제작한 공연 '홀라당'
- 2022.01.25 헤럴드경제 - 앰비규어스 ‘홀라당’ 무대, 2월 예술의 전당에서 펼친다
- 2022.01.25 파이낸셜뉴스 - - 앰비규어스댄스컴퍼니, 사람·음악·춤 '홀라당' 신바람
- 2022.01.25 네이트뉴스 - 앰비규어스댄스컴퍼니, 사람·음악·춤 '홀라당' 신바람
- 2022.01.25 뉴시스 - 앰비규어스댄스컴퍼니, 사람·음악·춤 '홀라당 ' 신바람
- 2021.06.30 더블유 코리아 (W Korea) - 구찌와 앰비규어스댄스컴퍼니가 만나 그리는 오색찬란의 춤
- 2021.05.31 올댓아트 (All That Art) -“누구나 춤출 수 있죠” 앰비규어스 댄스컴퍼니, 대중에게 활짝 연 춤의 세계[6]
- 2021.02.22  월간 객석 2월호, 기사
- 2021.01.26 월간 객석 2월호, 동영상 - 21세기 우주 대스타 탄생기 앰비규어스댄스컴퍼니* 이날치
- 2016.10.04 더아프로 (The A Pro) - 춤으로 묻고 삶으로 답하다[7]
- 2014.09.16 더아프로 (The A Pro) - 애매모호한 무용단, 그러나 확고한 춤 세계의 두 남자